# Christopher Loeak
Christopher Loeak (ur. 11 listopada 1952 w Ailinglapalap) – marszalski polityk, deputowany do parlamentu od 1985, były minister. Prezydent Wysp Marshalla od 2012 do 2016.

## Życiorys
Christopher Loeak urodził się w 1952 w atolu Ailinglaplap. Uczęszczał do szkoły Marshall Island High School na Wyspach Marshalla, a następnie studiował w Hawaii Pacific College w Honolulu oraz prawo na Gonzaga University w Spokane w Stanach Zjednoczonych.
W 1985 po raz pierwszy dostał się do Nitijeļi (parlamentu), reprezentując okręg Ailinglaplap. W kolejnych wyborach uzyskiwał reelekcję. Wchodził w skład kilku kolejnych rządów, zajmując odpowiednio stanowiska: ministra sprawiedliwości (1988–1992), ministra służb socjalnych (1992–1996), ministra edukacji (1996–1998), ministra ds. wysp Ralik (1998–1999), ministra delegowanego przy prezydencie (1999). W 2008 ponownie objął funkcję ministra delegowanego przy prezydencie Litokwie Tomeingu.
Po wyborach parlamentarnych z 21 listopada 2011 większość mandatów w parlamencie zdobyli deputowani będący w opozycji do urzędującego prezydenta Jurelanga Zedkaii. 3 stycznia 2012 Loeak został wybrany przez parlament nowym szefem państwa. W głosowaniu pokonał Zedkaię stosunkiem głosów 21 do 11. 9 stycznia 2012 przedstawił skład swojego 10-osobowego gabinetu. 10 stycznia 2012, wraz z członkami rządu, został zaprzysiężony na stanowisku.